# Беной (Ножай-Юртовський район)
Беной (чеч. Бена,  рос. Беной) — село у Ножай-Юртовському районі Чечні Російської Федерації.
Населення становить 1216 осіб. Входить до складу муніципального утворення Бенойське сільське поселення.

## Історія
Згідно із законом від 20 лютого 2009 року органом місцевого самоврядування є Бенойське сільське поселення.

## Населення
| 1990 | 2002  | 2010  |
| ---- | ----- | ----- |
| 1527 | ↗2389 | ↘1216 |

## Уродженці
- Байсангур Бенойський (1794—1861) — чеченський полководець.